# 안경은
안경은(安慶恩, 1953년 10월 19일 ~ )은 대한민국의 제8대 대구광역시의원, 제2·3·4대 대구광역시 동구의원이다.

## 학력
- 대구반야월국민학교 졸업
- 성광중학교 졸업
- 대륜고등학교 졸업
- 경일대학교 부동산 지적학과 졸업

## 경력
- 동구 부동산 공시지가 심의위원
- 동구청 허가 민원심의위원
- 안심지역 총 청년회 회장
- 반야월 공해 대책 위원장
- 대구 동부경찰서 용계파출소 방범위원장
- 대구 안일초등학교 운영위원장
- 안심2동 방위협의회 회장
- 안심2동 주민자치위원장
- (주)신우콘크리트 대표이사
- 안심뉴타운조성 연료단지 시멘트공장 이전대책 위원회 수석위원
- 반야월 대림교회 원로장로
- 안심2동 발전협의회 회장
- 국가유공자
- 반야월농협 복지대학 9기 회장
- 반야월농협 이사
- 1995.07 ~ 1998.06 제2대 대구광역시 동구의회 의원
- 1995.07 ~ 1996.07 제2대 대구광역시 동구의회 전반기 도시건설위원회 위원
- 1996.07 ~ 1997.07 제2대 대구광역시 동구의회 전반기 사회산업위원회 간사
- 1996.07 ~ 1997.07 제2대 대구광역시 동구의회 전반기 운영위원회 위원
- 1997.01 ~ 1998.06 제2대 대구광역시 동구의회 후반기 부의장
- 1997.07 ~ 1998.06 제2대 대구광역시 동구의회 후반기 도시건설위원회 위원
- 1997.07 ~ 1998.06 제2대 대구광역시 동구의회 후반기 운영위원회 위원
- 1998.07 ~ 2002.06 제3대 대구광역시 동구의회 의원
- 1998.07 ~ 2000.07 제3대 대구광역시 동구의회 전반기 의장
- 2000.07 ~ 2002.06 제3대 대구광역시 동구의회 후반기 운영총무위원회 위원
- 2002.07 ~ 2006.06 제4대 대구광역시 동구의회 의원
- 2002.07 ~ 2004.07 제4대 대구광역시 동구의회 전반기 사회산업위원회 위원
- 2004.07 ~ 2006.06 제4대 대구광역시 동구의회 후반기 운영총무위원회 위원
- 2020.04 ~ 2022.06 제8대 대구광역시의회 의원
- 2020.04 ~ 2020.07 제8대 대구광역시의회 전반기 경제환경위원회 위원
- 2020.07 ~ 2022.06 제8대 대구광역시의회 후반기 건설교통위원회 위원
- 2020.07 ~ 2022.06 제8대 대구광역시의회 후반기 예산결산특별위원회 위원

## 수상
- 1995.02 대구광역시장 표창
- 1997.12 행정안전부 장관 표창
- 1999.12 대통령 표창

## 역대 선거 결과
|  | 47.2% |

|  | 0% |

|  | 0% |

|  | 41.54% |

|  | 7.74% |

|  | 63.09% |